# Glycyrrhiza
Glycyrrhiza es un género de plantas fanerógamas con 17 especies perteneciente a la familia Fabaceae. El regaliz de distribución mediterránea es el miembro más conocido. También Glycyrrhiza uralensis se utiliza en la medicina tradicional china. 
El nombre del género deriva del griego y significa raíz dulce.
El género, con una distribución subcosmopolita, se encuentra en Asia, Australia, Europa y América.

## Especies
- Glycyrrhiza acanthocarpa (Lindl.) J.M.Black
- Glycyrrhiza aspera Pall.
- Glycyrrhiza astragalina Gillies ex Hook. & Arn.
- Glycyrrhiza asymmetrica Hub.-Mor.
- Glycyrrhiza bucharica Regel
- Glycyrrhiza echinata L.
- Glycyrrhiza foetida Desf.
- Glycyrrhiza glabra L.
- Glycyrrhiza gontscharovii Maslenn.
- Glycyrrhiza inflata Batalin
- Glycyrrhiza lepidota Pursh
- Glycyrrhiza pallidiflora Maxim.
- Glycyrrhiza squamulosa Franch.
- Glycyrrhiza triphylla Fisch. & C.A.Mey.
- Glycyrrhiza uralensis Fisch. ex DC.
- Glycyrrhiza yunnanensis S.H.Cheng & L.K.Tai ex P.C.Li
- Glycyrrhiza zaissanica Serg.